# Turning Torso
Turning Torso (engelska för ”vriden bål/överkropp”) är Sveriges och Nordens näst högsta skyskrapa belägen vid Lilla Varvsgatan i Västra Hamnen, Malmö. Byggnaden invigdes 27 augusti 2005 och var med sina 193 meter den högsta i Sverige fram till september 2022, då det blivande Karlatornet i Göteborg (245 meter högt) passerade Turning Torso i höjd räknat. Byggnaden är ritad och konstruerad av arkitekten Santiago Calatrava och ägs av HSB Malmö. Byggnaden är i huvudsak ett bostadshus. Huset har tack vare sin ansenliga höjd blivit ett naturligt landmärke i Öresundsregionen, och det har som sådant i viss mån ersatt den stora Kockumskranen som signaturbyggnad för staden. Det kan ses långväga ifrån båda sidorna av Öresund och är till exempel fullt synligt från kikarna på Kärnan i Helsingborg.
Turning Torso var vid färdigställandet Europas näst högsta bostadshus och världens första vridna skyskrapa.

## Historik
I den första detaljplanen som gjordes för bostadsmässan Bo01 1999 fanns ett 25-våningshus inritat på platsen för Turning Torso (med HSB som möjlig byggherre). Ledningen för mässbolaget som arrangerade Bo01 hade i detta skede kontakter med Santiago Calatrava för att denne skulle gestalta en tillfällig informationspaviljong inför mässan. Diskussioner började då föras om möjligheten att låta Calatrava rita även detta höghus. En skulptur som Calatrava gjort diskuterades som förebild.  I Fredrik Gerttens dokumentärfilm Sossen, arkitekten och det skruvade huset (2005) följs hela byggprocessen inklusive diskussion om hur projektet verkligen uppkom, bland annat om den tidigare vd:n Johnny Örbäcks roll i tillblivelsen. När Calatrava engagerade sig i uppgiften kom tornet att successivt bli högre och högre och detaljplanen fick göras om. Även kostnaderna sköt i höjden, från de 800 miljoner kronor som styrelsen beviljade i budget.

### Turning Torso Gallery
Granne med Turning Torso byggde HSB Malmö även en kompletterande lägre byggnad om fem våningar, Turning Torso Gallery, ritad av Greger Dahlström och Fojab Arkitekter. Denna byggnad invigdes 2 mars 2007 och innehåller 37 hyresrättsbostäder, butiks- och restauranglokaler samt teknisk central och ett parkeringshus för hela komplexet. En underjordisk gång förbinder parkeringshuset och skyskrapan. Den första tiden fanns i byggnaden även en utställning över hela Turning Torso-projektet.

## Byggandet
Tanken var först att byggnaden skulle kunna presenteras inom ramen för Bo01-mässans många nybyggen, men arbetet drog ut på tiden och Turning Torso började byggas först sommaren 2001 och invigdes 27 augusti 2005. Byggnadsentreprenör var NCC. 
Byggandet dokumenterades även av Discovery Channels serie Extreme Engineering, som visade byggarbetarnas vardag med den komplicerade byggprocessen.

## Konstruktion
Med sina 190,4 meter är Turning Torso det tredje högsta bostadshuset i Europa, efter 264-metersskrapan Triumfpalatset i Moskva och 212-metersskrapan Sky Tower i Wrocław.  
Konstruktionen bygger på nio kuber med fem våningsplan i varje kub. Mellanvåningarna medräknade blir det totalt 54 våningar. Varje våningsplan är omkring 400 m². Den totala kontorsytan omfattar ca 4 200 m² och är belägen i de två nedersta kuberna. Kub tre till kub nio omfattar totalt 147 lägenheter. De två översta våningarna (53 och 54) är konferensanläggningen Turning Torso Meetings. Varje våningsplan består i princip av en kvadratisk del kring kärnan samt en triangulär del, som delvis bärs upp av ett utvändigt stålbärverk. Hela konstruktionen vrider sig ett kvarts varv på sin väg upp.

## Ägande och ekonomi
Lägenheterna var ursprungligen planerade att bli bostadsrätter med insatser mellan två och nio miljoner kronor beroende på lägenhetsstorlek. En trea skulle kosta fyra till fem miljoner kronor med en månadsavgift på ungefär 4 000 kronor. I juni 2004 beslöt HSB dock att låta lägenheterna bli hyresrätter istället, eftersom intresset för bostadsrätterna visat sig vara svalt.
Det påkostade bygget har givit HSB internationell uppmärksamhet men samtidigt med utebliven bostadsrättsförsäljning blivit en tung ekonomisk belastning för folkrörelseorganisationen med principiella ideologiska debatter i dess kölvatten. Från initialt projekterade 950 miljoner kronor dubblerades enligt uppgift byggkostnaderna till minst 1,8 miljarder kronor för hela byggnadskomplexet. I oktober 2004 meddelade HSB att det fanns planer på att sälja fastigheten och att det fanns en intressent som var beredd att betala "över en miljard" kronor. Totalkostnaden för att färdigställa bygget beräknades dock uppgå till minst 1,6 miljarder. Någon försäljning blev det inte då. Sedan sommaren 2008 har det skrivits om nya försäljningsplaner, nu för två miljarder kronor för hela det sammanhängande byggnadskomplexet, dock utan att lyckas. Under 2012–2013 försökte HSB återigen sälja fastigheten för cirka 2 miljarder kronor, nu med hjälp av fastighetskonsulten CBRE. Dock visade sig ingen spekulant varit villig att betala 1,7 miljarder eller mer.
2020 kunde tidningen Fastighetsvärlden berätta att Turning Torso värderas till 1 585 miljoner kronor. Det är fjärde året i rad som värdet skrivs ner. Det är 8,6 procent lägre jämfört med 1 735 miljoner kronor som var värderingen 2016.

## Övrigt
På morgonen den 18 augusti 2006 utförde den österrikiske äventyraren Felix Baumgartner ett så kallat BASE-hopp från Turning Torso. Han hoppade först fallskärm från en helikopter och landade på byggnaden; tre minuter senare hoppade han från byggnaden och landade på marken nedanför. Där blev han upphämtad av en väntande motorcykel.
Sedan 2009 har allmänheten under ett fåtal dagar per år tillåtits besöka byggnaden och se utsikten. Detta har endast skett under några sommarveckor och i begränsat antal med förhandsbokning. Man har bedömt besöken som för störande för de boende om det görs i högre utsträckning. Grupper kan hyra konferensutrymme och mötesrum högst upp.

## Priser och utmärkelser
Turning Torso har tilldelats ett flertal utmärkelser för sin banbrytande konstruktion och design.
- 2005 – Malmö stads stadsbyggnadspris
- 2005 – MIPIM, Cannes priset "Världens bästa bostadsbyggnad"
- 2009 – Tidningen Byggnadsarbetaren utnämnde Turning Torso till "Årtiondets bygge"[14]
- 2015 – The Council on Tall Buildings and Urban Habitat i Chicago, priset ”10 Year Award” för skyskrapor som visat sig varaktigt värdefulla för sin stad och sin omgivning med beaktande av ett stort antal kriterier såsom miljö, teknisk prestanda och utseendemässig genomslagskraft under sin minst 10-åriga existens. (Juryns motivering lyder: Ikonisk, häpnadsväckande och inspirerande – den ovanliga byggnaden har haft ett stort inflytande på branschen och har gett Malmös skyline ett unikt utseende. Projektet har inspirerat arkitekter världen över alltsedan det tillkännagavs för 15 år sedan. Turning Torso har tveklöst påverkat utformningen av höga byggnader det senaste decenniet, inte minst när det gäller 3-D geometrisk design.)[15]

## Bilder
Under uppbyggnad

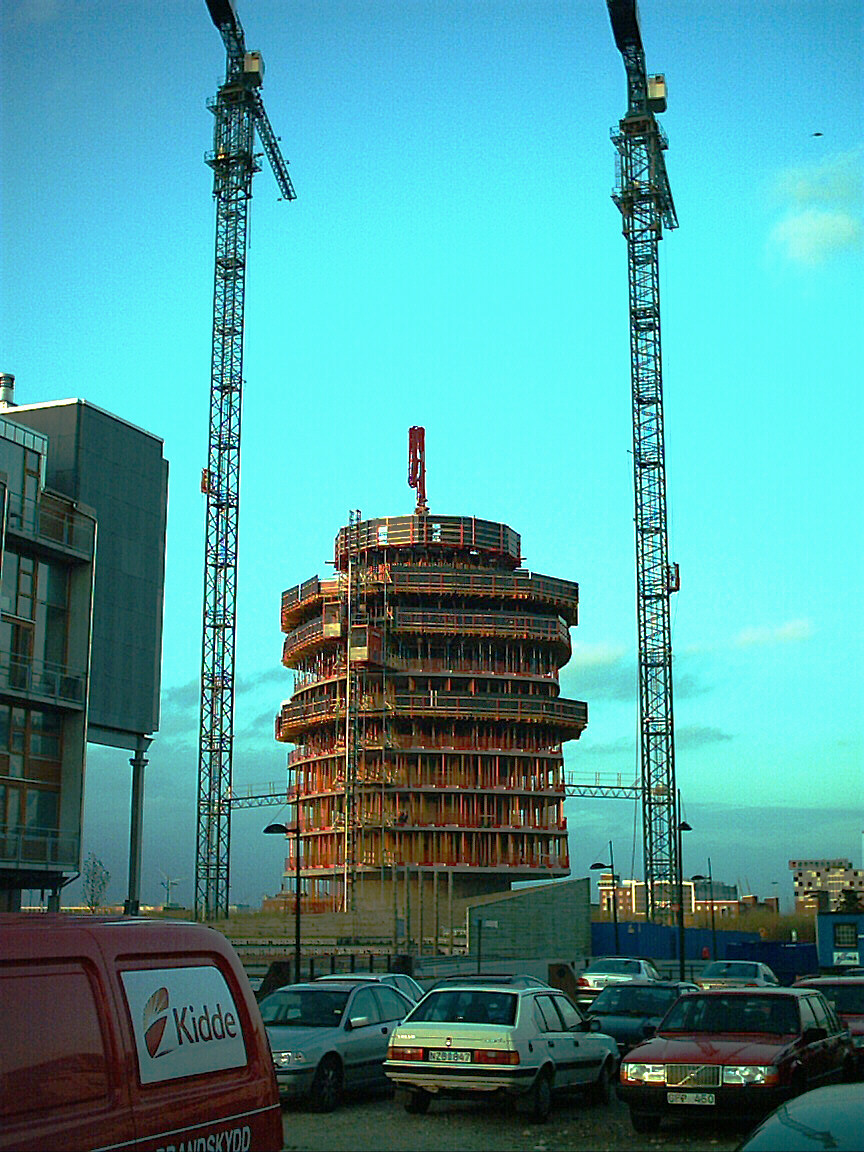
Under konstruktion.
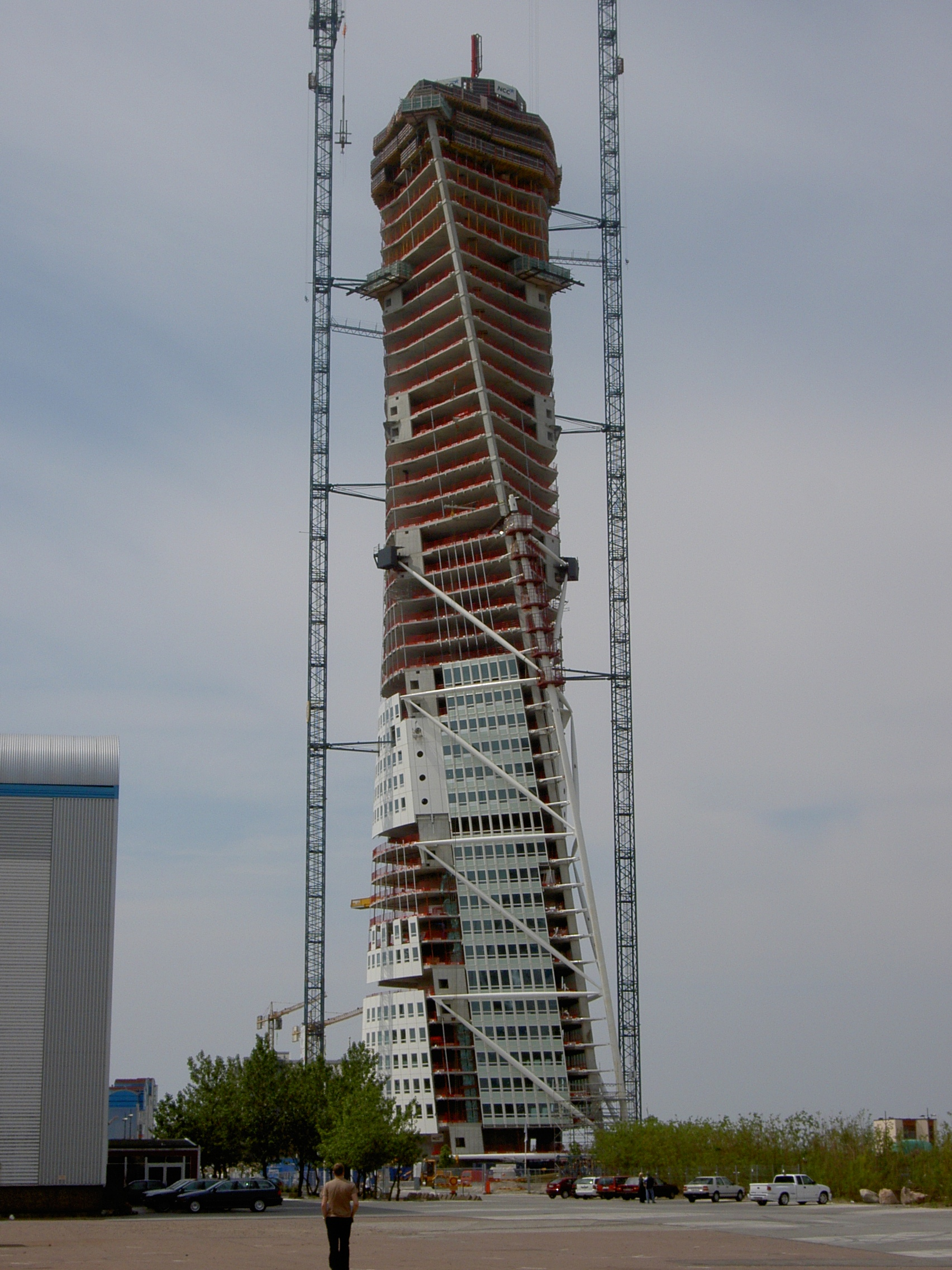
Under konstruktion.

Övrigt

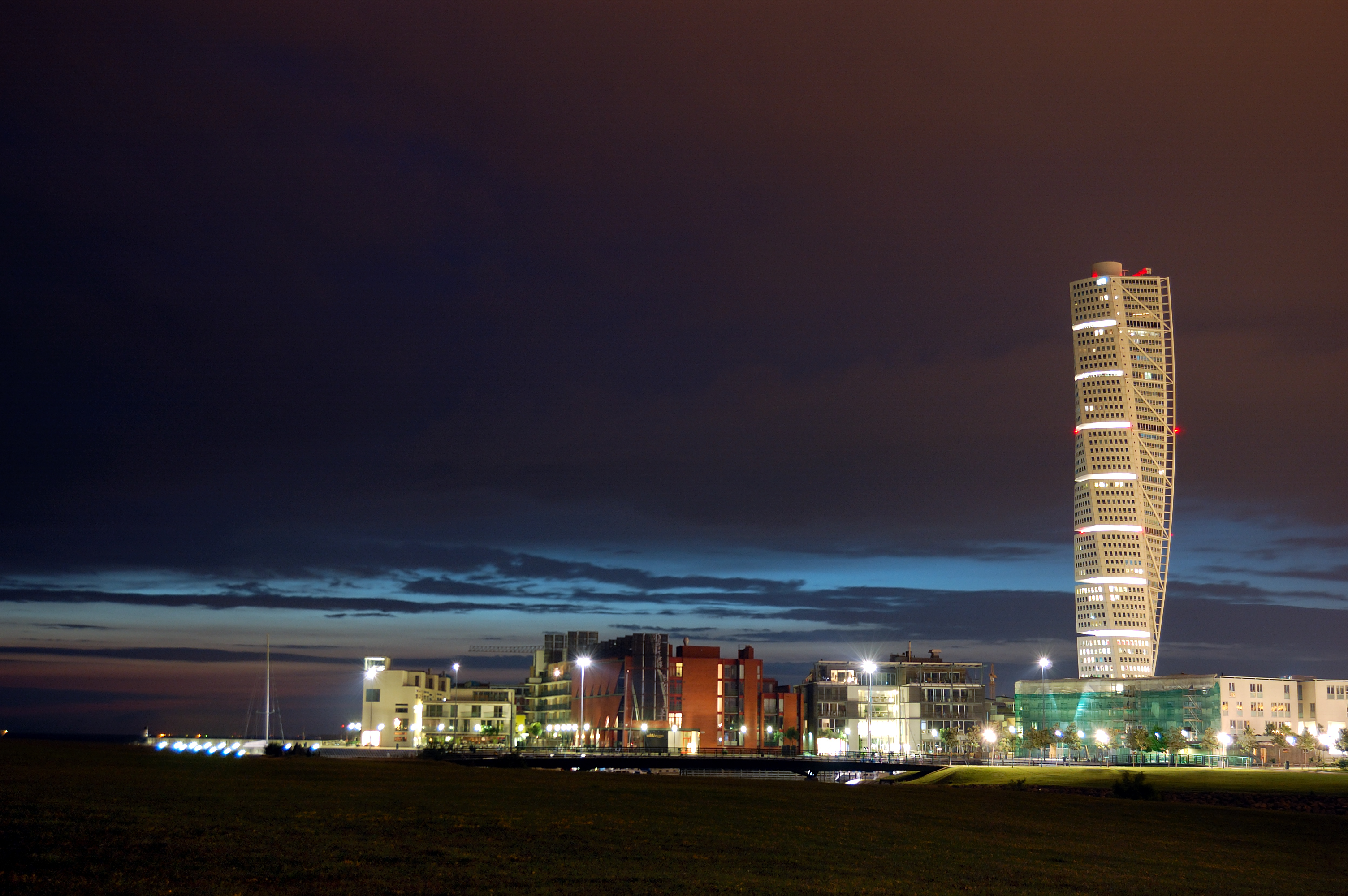
Turning Torso och Västra hamnen sedd på natten.
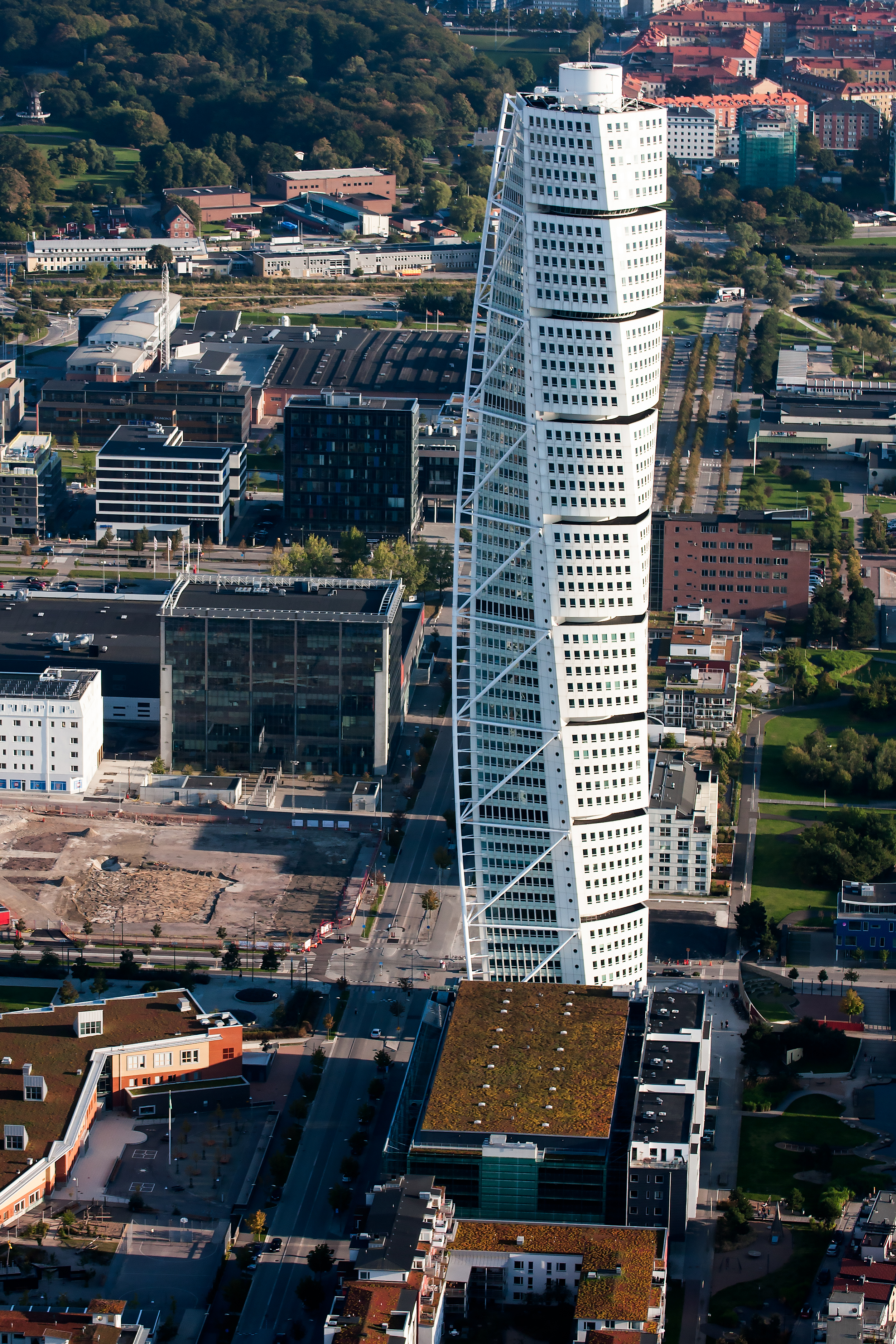
Turning Torso norrifrån.
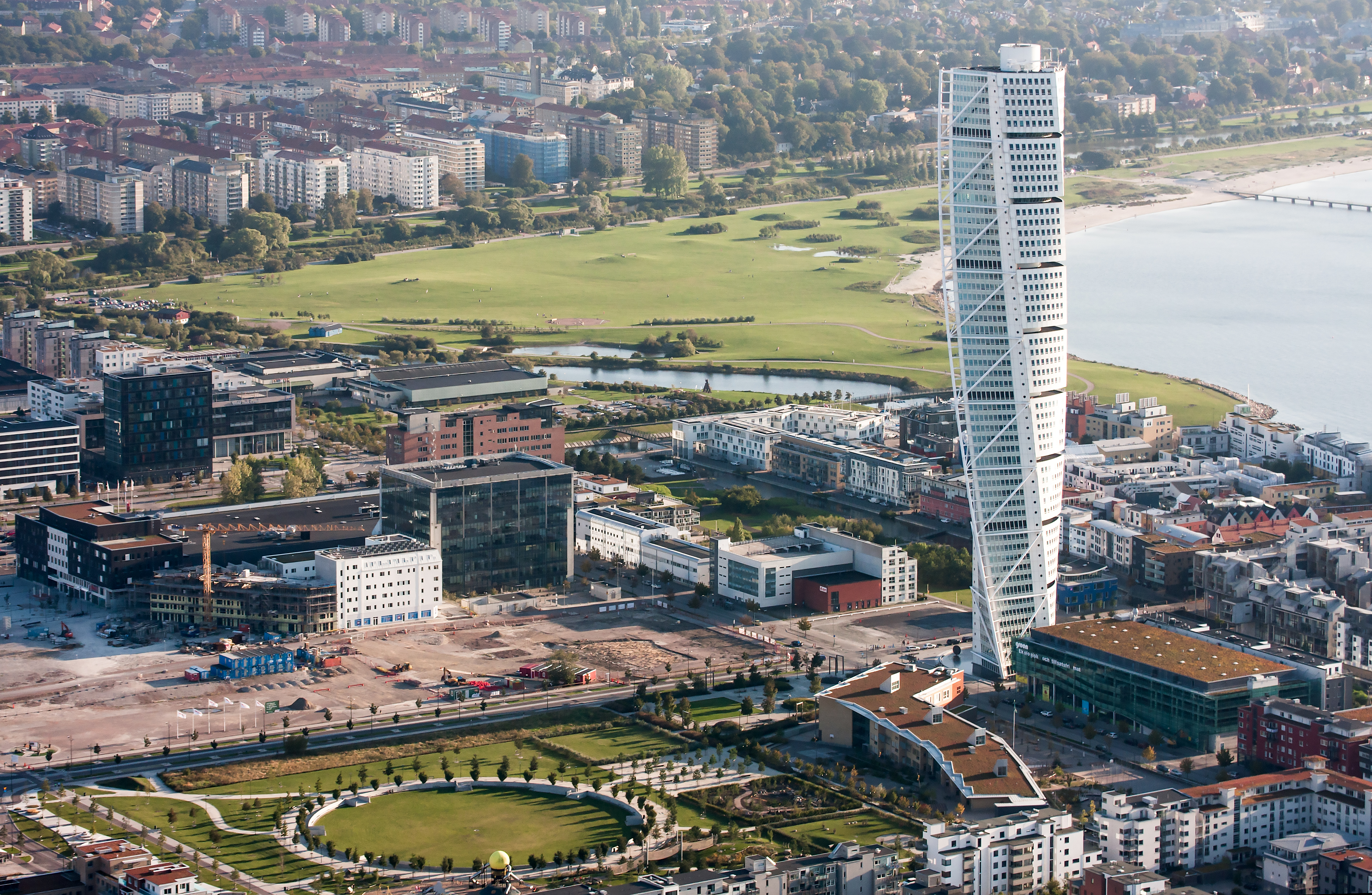
Turning Torso och de närmaste omgivningarna i september 2014.
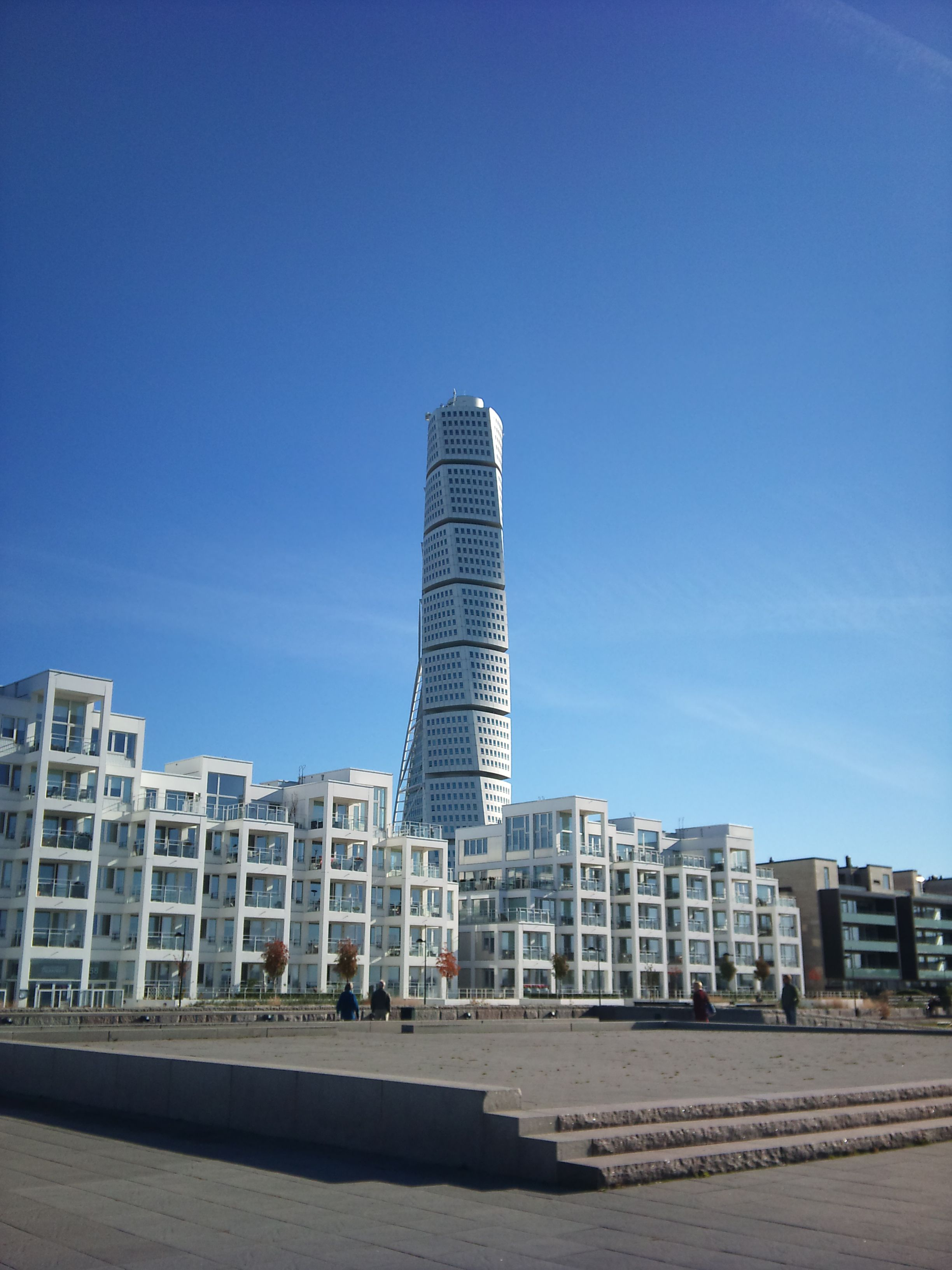
Turning Torso bakom en vit byggnad.
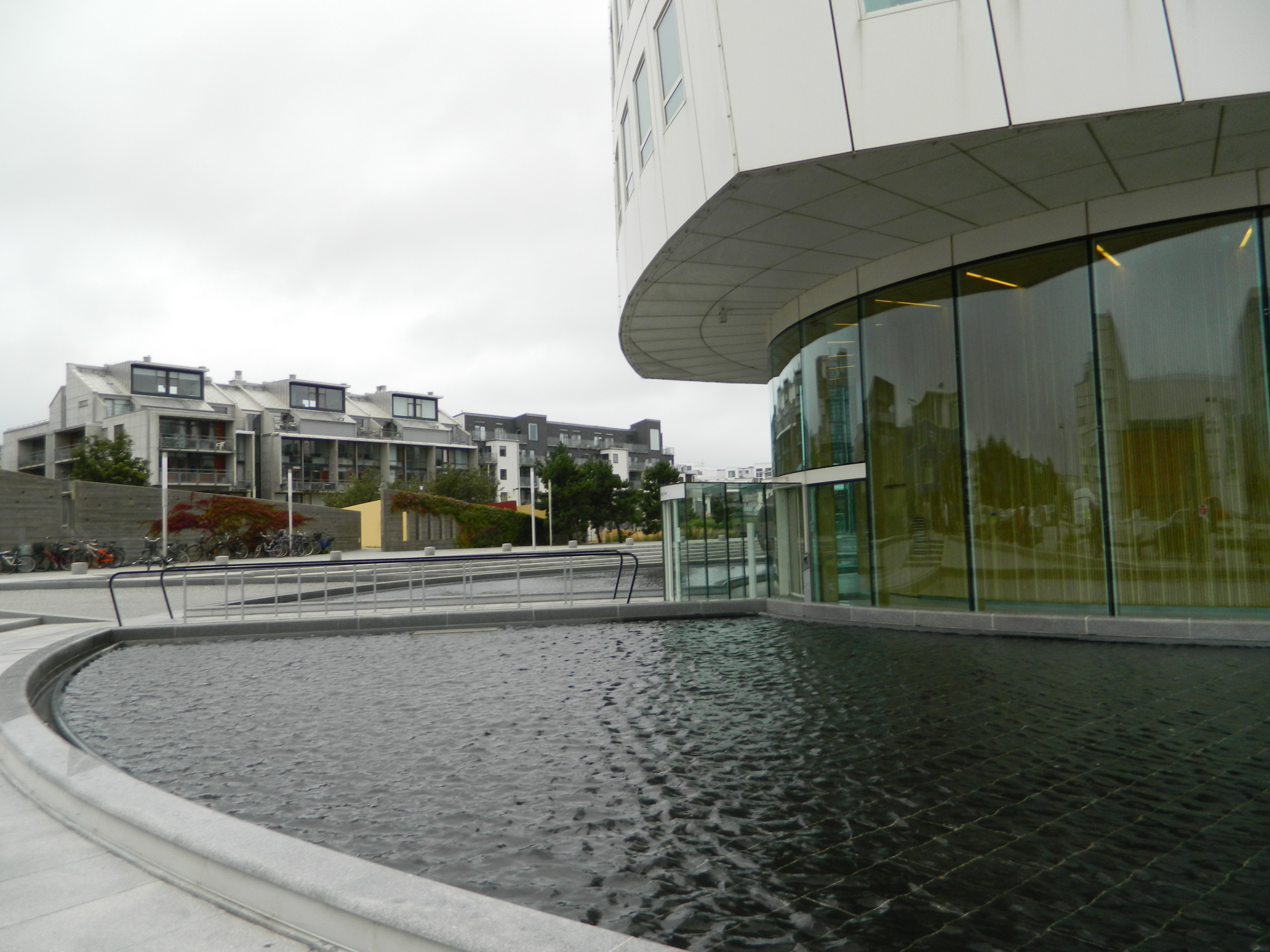
Utanför och nära ingången.
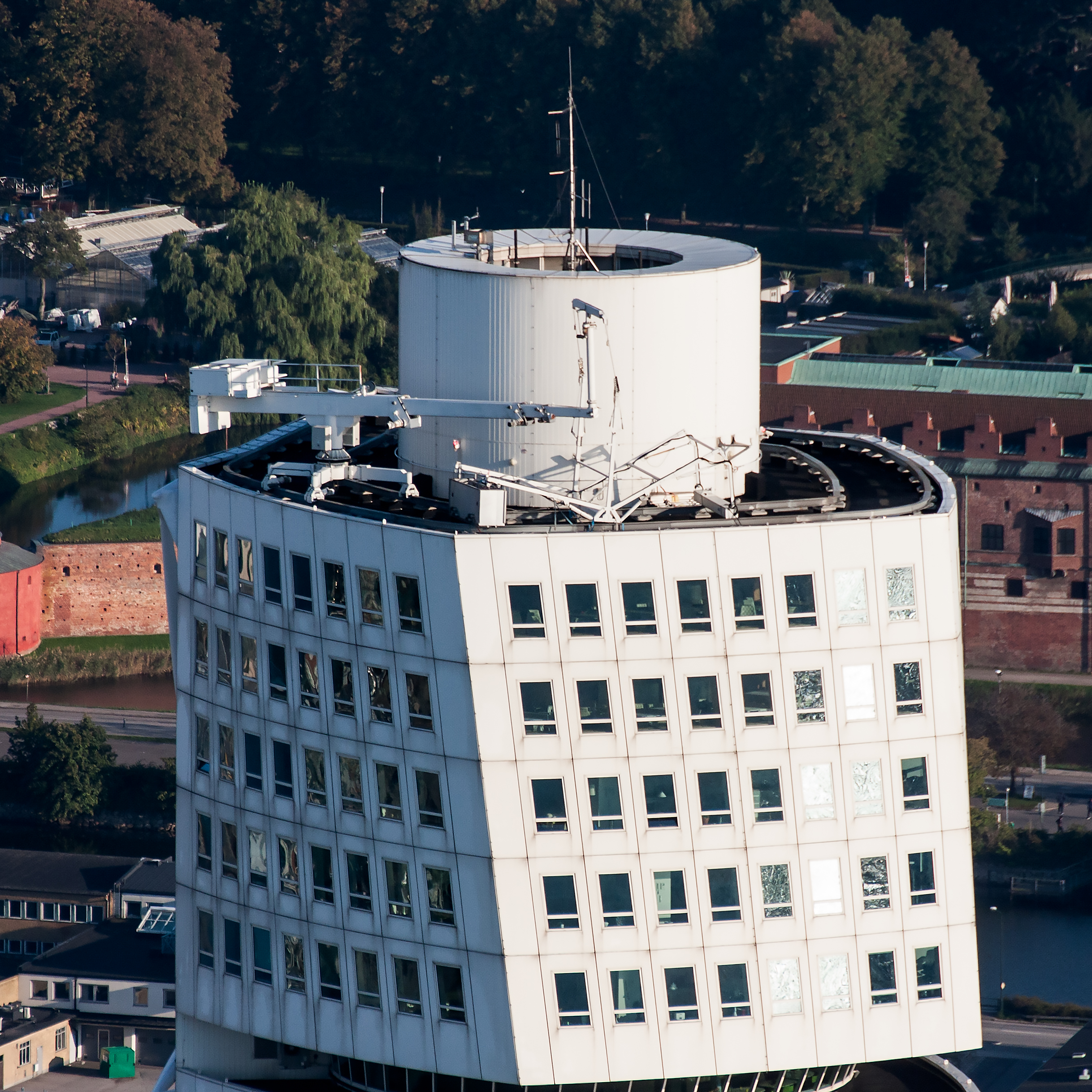
Byggnadens översta segment.
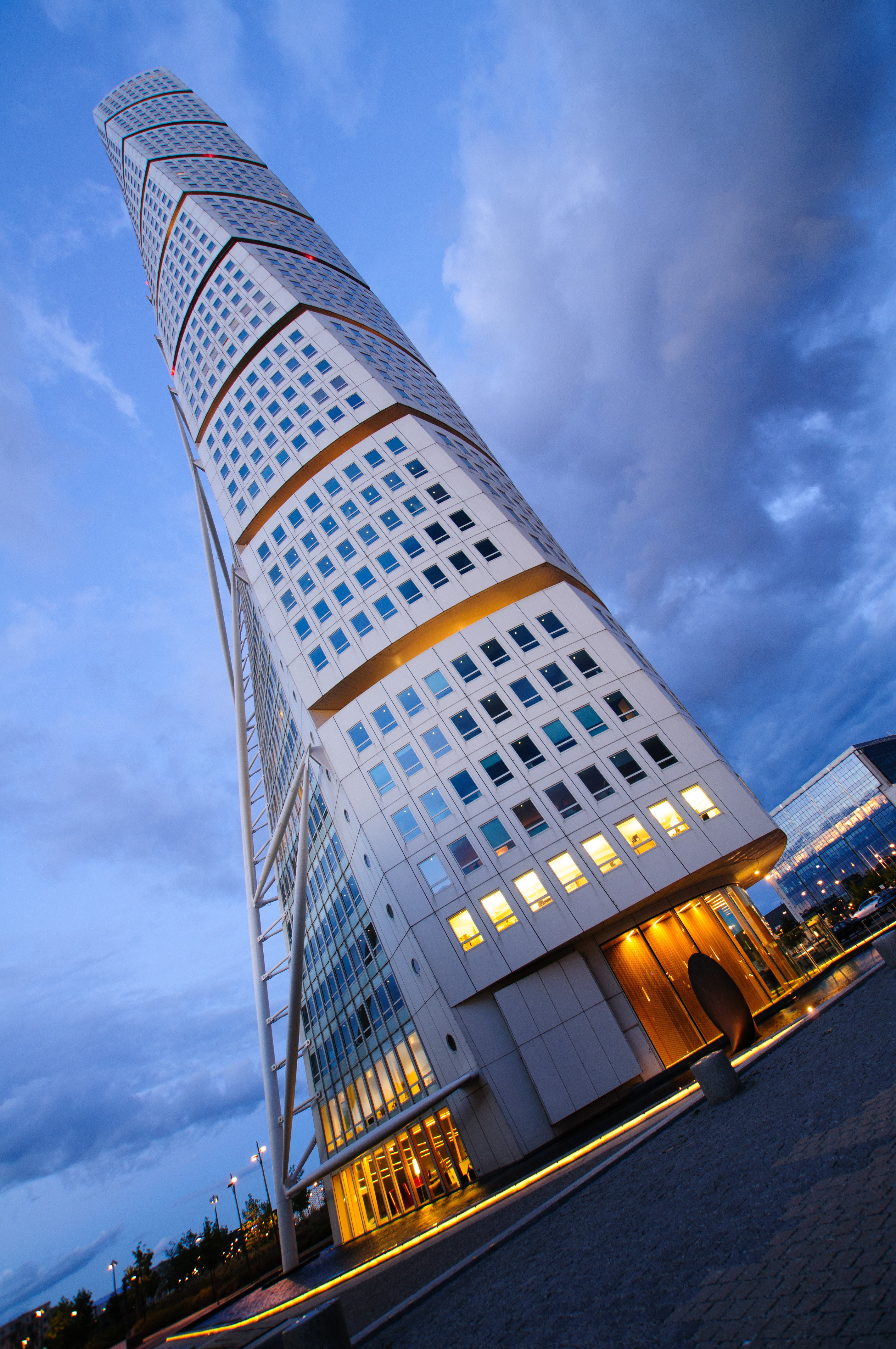
Byggnaden sedd underifrån.